# SCARZ
SCARZ（スカーズ、略称：SZ）とは、国内外のesportsシーンで活動する日本のプロゲーミングチーム。

## 概要
2012年2月より「バトルフィールド3」にて活動を開始し、2015年6月よりプロゲーミングチームとして活動を開始した。現在12の部門があり、国内大会の優勝経験のある個人や、世界大会出場経験のある個人・チームが在籍している。CEOは運営法人である株式会社XENOZ代表取締役でもある友利洋一。
個人・チームとして大会に参加するほか、「SCARZ CUP」と称したチーム主催の大会を開催するなど、コミュニティのための活動も行っている。
2018年4月13日、「明治安田生命eJ.LEAGUE」への選手派遣に際し、日本プロサッカーリーグ（Jリーグ）加盟クラブのFC東京とeスポーツへの指導と協力を目的としたパートナー関係となったことを発表。国内のeスポーツシーン黎明期からコンシューマタイトルやサッカーゲームタイトルへ進出するなど、幅広く活動しているのが特徴のチームである。

## 略歴

### 2012年（平成24年）
- 2月 - SCARZとして設立。「バトルフィールド3」にて活動開始。

### 2015年（平成25年）
- 5月 -「BATTLE FIELD HARDLINE部門」設立。
- 6月 - プロゲーミングチームとして活動開始。
- 6月 -「League of Legends部門」設立。
- 6月 -「Hearthstone部門」設立。2016年8月に「Shadowverse」を加えて「Online Trading Card Game部門」に再編。2020年4月部門解散。
- 7月 -「DotA2部門」設立。
- 7月 -「Alliance of Valiant Arms爆破部門」設立。2018年2月活動終了、部門解散。
- 8月 -「FIFA(PS4)部門」設立。
- 10月27日 - 日本初の「Call of Duty(PS4)部門」設立[2]。2023年2月部門解散。
- 12月 -「Counter-Strike: Global Offensive（CS:GO）部門」設立。
- 12月 -「Alliance of Valiant Arms護衛部門」設立。2016年12月活動終了。

### 2016年（平成28年）
- 3月 -「World of Tanks部門」設立。2017年10月活動休止に伴い部門解散。
- 7月 -「Overwatch部門」設立。2018年2月活動終了、部門解散。
- 9月 -「BLACK SQUAD」広報チーム結成。12月「BLACK SQUAD部門」設立。2017年8月「BLACK SQUAD」サービス終了のため部門解散。

### 2017年（平成29年）
- 3月 -「STREET FIGHTER部門」設立。
- 3月 -「Vainglory部門」設立。
- 5月 -「Streamer部門」設立。同年9月「SZ Family（公認アンバサダー）」に移行。
- 7月 -「Splatoon2部門」設立。
- 9月 -「PLAYERUNKNOWN'S BATTLEGROUNDS（PUBG）部門」設立。

### 2018年（平成30年）
- 2月 -「League of Legends部門」がチーム「Burning Core」と合併、新チーム「SCARZ Burning Core」として活動開始。同年6月活動休止。
- 2月 -「Winning Eleven部門」設立。
- 3月 -「フォートナイト部門」設立[SZ 3]。
- 6月 -「Rainbow Six Siege部門」設立[SZ 4]。
- 6月 -「Counter-Strike: Global Offensive（CS:GO）部門」のSCARZ Absoluteがフルタイム制に移行。同年11月、SCARZよりチーム「Absolute」脱退。

### 2019年（平成31年）
- 3月 -「Arena of Valor部門」設立[SZ 5]。2022年10月「Honor of Kings部門」へ移行。
- 3月 -「PUBG MOBILE部門」設立[SZ 6]。
- 8月 -「APEX Legends部門」設立[SZ 7]。2021年3月、新規メンバー加入に伴い「SCARZ EU」を結成[SZ 8]。2023年2月一時休止。

### 2020年（令和2年）
- 5月 -「VALORANT部門」設立[SZ 9]。
- 9月 -「CoD MOBILE部門」設立[SZ 10]。2023年4月部門解散。
- 10月 -「League of Legends: Wild Rift部門」設立[SZ 11]。2021年10月活動休止。

### 2021年（令和3年）
- 3月 - 神奈川県川崎市をホームタウンに制定[SZ 12]。
- 5月 -「IdentityV部門」設立[SZ 13]。

### 2022年（令和4年）
- 10月 -「Honor of Kings部門」設立[SZ 14]。
- 12月 -「Super Smash Bros部門」設立。

### 2023年（令和5年）
- 6月 -「eMotorsports部門」設立[SZ 15]。

## 部門
「部門名」（ゲーム名）で表記。

### 活動中
- 「Rainbow Six Siege」（『Rainbow Six Siege（R6S）』）[SZ 16]

2018年6月にチーム「Rebellion」を吸収する形で発足。2020年に休止後、2022年3月に「Zepto」を吸収する形で再結成。
国内リーグ「Rainbow Six Japan League」2022年、2023年、2024年シーズンで優勝し、2023年の「BLAST R6 Major Copenhagen 」でベスト8を飾っている。
- 「Fortnite」（『Fortnite』）[SZ 17]

2018年4月に発足。選手活動のほか、E3 2018で行われた「Fortnite Celebrity Pro-Am」日本語解説といったイベントにも出演している。
- 「Winning Eleven」（『ウイニングイレブン』）[SZ 18]

JeSU発行「ジャパン・eスポーツ・プロライセンス」を取得したKaraage選手、また「いいすぽ！」主催2v2大会でチーム「RedBullWest」として優勝を飾ったSHO選手の2名の選手が所属している。
Karaage選手はチーム加入直後に参加した国際大会「Pro Evolution Soccer 2018 - Exhibition Event of WESG2017 Grand Final」にて優勝を飾った。
- 「IdentityV」（『第五人格』）

- 「VALORANT」（『VALORANT』）

- 「PUBG MOBILE」（『PUBGモバイル』）

- 「HONOR OF KINGS」（『王者栄耀』）

- 「eMotorsports」（『グランツーリスモ7』）

### 活動休止・解散済み
- 「League of Legends」（『League of Legends（LoL）』）[SZ 20]

過去の最高成績は「LJL CS 2017 Summer Split」、「LJL CS 2018 Spring Split」での1位である。またLJL（League of Legends Japan League）史上唯一、二度の一部昇格を果たしたチームである。
（SCARZは「LJL 2016 Spring Promotion Series」にてRascal Jesterを破り昇格、「LJL 2017 Spring Promotion Series」にてDetonatioN Risingに破れ降格。この時の対戦相手であるDetonatioN Risingは、昇格に際しLJL規約に基づいて出場権を売却、Burning Coreとして「LJL 2017 Summer Split」に参戦。しかし「LJL 2017 Summer Promotion Series」にてV3 Esportsに破れ降格。そして2018年2月7日にSCARZとBurning Coreが合併しSCARZ Burning Coreとして「LJLCS 2018 Spring Split」に参戦、1位通過のち「LJL 2018 Spring Promotion Series」にてRascal Jesterを破り2度目のLJL昇格を果たした。）
・2016年
「LJLCS 2016 Spring Split」を2位通過、「LJL 2016 Spring Promotion Series」にてRascal Jesterを破り初のLJL昇格を遂げた。「LJL 2016 Summer Split」は5位通過のち、「LJL 2016 Summer Promotion Series」にてOverdriveを破りLJL残留となった。
・2017年
「LJL 2017 Spring Split」を6位通過、「LJL 2017 Spring Promotion Series」にてDetonatioN Risingに敗れLJLCS降格となる。メンバーを一新して臨んだ「LJLCS 2017 Summer Split」では1位通過となるものの、「LJL 2017 Summer Promotion Series」にてRascal Jesterに敗北、LJL昇格は叶わなかった。
・2018年
2018年2月7日、チームBurning Coreと合併し『SCARZ Burning Core（略称：SZB）』として活動を開始した。「LJLCS 2018 Spring Split」を1位通過、「LJL 2018 Spring Promotion Series」にてRascal Jesterを破り「LJL 2018 Summer Split」の出場権を得た。
2018年6月12日、「LJL2018 Summer Split」を直前に控える中、突如LoL部門の活動休止が発表された。SCARZ Burning Coreは組織をチームBurning Coreへと譲渡する形となり、Burning Coreがメンバー・出場権をそのまま引き継いだ。
- 「Alliance of Valiant Arms」（『Alliance of Valiant Arms（AVA）』）

2015年7月に爆破部門、同年12月に護衛部門が発足。2016年9月に女性選手のみで構成されたチーム「Micio」が加入した。2018年2月に活動終了が発表された。
- 「BLACK SQUAD」（『BLACK SQUAD』）

2016年9月にBLACK SQUAD日本版サービス開始に伴うプロモーションイベント「真の最強広報チーム決定戦」にDetonatioN Gamingと共に参加、サービス開始まで広報活動を行った。その後2016年12月に正式にBLACK SQUAD部門を設立（広報チームのメンバーは加入せず、主にAVA部門育成チームNEXTの選手が移籍する形で発足した）。しかしBLACK SQUADの国内サービスが2017年10月に停止されることが発表され、それに伴い2017年8月に活動終了、部門解散となった。
- 「Overwatch」（『Overwatch』）

2016年7月に「FANG」、「CLAW」の2チーム体制で設立された。2017年2月、FANGとCLAWが合併し「CLAW」に、また新たにVerteX e-Sportsを吸収する形で「HORN」が発足した。2017年8月、今までの在籍選手が脱退すると同時に、HarmoniX GamingのOverwatch部門が移籍加入し「SCARZ」として活動を開始した。2018年2月、国内の競技シーンの収縮に伴う活動終了、部門解散を発表した。
- 「World of Tanks」（『World of Tanks（WoT）』）

2016年3月に部門設立された。2017年3月、活動休止が発表された。
- 「Counter-Strike: Global Offensive」（『カウンターストライク グローバルオフェンシブ（CS:GO）』）[SZ 16]

2017年2月23日に「eXTREMESLAND ZOWIE Asia CS:GO 2016」、「World Electronic Sports Games 2016」等に参加してきた日本を代表するチーム「Absolute」が合流し、『SCARZ Absolute（SZ Absolute）』として活動を開始した。
SCARZ Absoluteは2017年の日本国内大会を総ナメにし国内10連覇を達成、最近では「WESG（World Electronic Sports Games）」の東アジア予選、アジア太平洋（APAC）予選を勝ち上がり「WESG 2017 World Finals」に出場するなど、国際大会の出場実績も残している。
2018年6月13日、朝日フィナンシャルグループを主軸としたスポンサーの支援のもと、SZ Absolute専用のゲーミングハウス設立とフルタイム給与制への移行が発表された。
2018年11月13日、チーム「Absolute」がSCARZより脱退したことが発表され大きな話題を呼んだ。脱退の経緯について、SCARZ公式サイトには「契約更新のタイミングでAbsoluteメンバーから海外進出も視野に入れ練習環境を整えられるチームを探したいとの申し出があり、またAbsolute側との契約内容について折り合わず交渉を重ねましたが、交渉の末脱退という運びとなりました。」と記載されている。
- 「PLAYERUNKNOWN’S BATTLEGROUNDS」（『PUBG』）[SZ 33]

PUBGレーティングで日本1位を獲得した個人などが所属している。
DMMGAMES主催の「PUBG JAPAN SERIES αリーグ」Phase1で8位、Phase2で12位を記録し、βリーグの出場権を獲得。メンバー変更を経て臨んだ「PUBG JAPAN SERIES βリーグ」ではPhase1で12位、Phase2で9位を記録し、「PUBG JAPAN SERIES Season1 Grade1」の出場権を獲得した。
国内正式リーグとして開始した「PUBG JAPAN SERIES Season1 Grade1」では、Phase1で8位、Phase2で12位を記録し、「PUBG JAPAN SERIES Season2 Grade1」の出場権を獲得している。
- 「Call of Duty」（『コール オブ デューティ ワールドウォーII（CoD:WWII）』）[SZ 34]

2015年10月27日、国内で初めて「Call of Duty」プロチームとしての活動を開始、「Samurai ZyAG」のメンバーが加入し大きな話題となった。ゲームイベントや大会の運営を行うCyACが主催する大会、「CoD:AW e-Sports Rule Tournament」や「CoD:IW e-Sports Rule Tournament」での優勝という実績を残している。また「闘会議2015」でも優勝している。2018年4月17日、ソニー・インタラクティブエンタテインメント（SIE）より開催が告知された「コール オブ デューティ ワールドウォーII プロ対抗戦」に出場することが発表された。
現在「Call of Duty WWII」チームとしてJeSU発行「ジャパン・eスポーツ・プロライセンス」を取得している。
- 「DotA2」（『Dota 2』）[SZ 35]

「Japan Dota Cup 2016 Season1」で準優勝するなどの実績を残している。現在は日本のDota2コミュニティの規模の問題もあり、チームとしての活動は休止中である。
- 「FIFA」（『FIFAシリーズ』）[SZ 36]

「FIFA17」で世界大会への出場経験を持つfantom選手が所属していた。
2018年4月から5月にかけて開催された「明治安田生命 eJ.LEAGUE」にて、FC東京代表（J1推薦枠）としてfantom選手が、浦和レッドダイアモンズ代表（予選通過枠）としてかーる選手が、それぞれSCARZより出場。結果はかーる選手が勝ち抜き初代王者に輝いた。
- 「Online Trading Card Game」（『Hearthstone: ハースストーン』）（『Shadowverse』）[SZ 37]

「Hearthstone」「Shadowverse」で活動を行っていた。
- 「Splatoon2」（『スプラトゥーン2』）[SZ 38]

現在選手は所属していない。
- 「Fighting Game」（『ストリートファイターV』）[SZ 39]

部門設立に伴い「格ゲー5神」の一人として著名なsako選手が加入し大きな話題を呼んだ。「SCARZ Youth プロジェクト」と称した選手育成企画の公開オーディションをsako選手と共同で行うなど、若手発掘に力を入れていた。
- 「Vainglory」（『Vainglory』）[SZ 41]

部門設立に伴い、2016年にRAGE season1、season2にて好成績を残していたチーム「ILLMATIC」のメンバーが加入し大きな話題を呼んだ。
- 「Apex Legends」

## 所属メンバー
※「加入日」は、SCARZ加入時点の日時で掲載。

### プロゲーマー

#### Apex Legends部門
| 出身国         | 名前      | 読み             | 役割   | 加入日        | 生年月日      | 動画配信       | 前所属 | 備考                   |
| -------------- | --------- | ---------------- | ------ | ------------- | ------------- | -------------- | ------ | ---------------------- |
| トルコの旗     | Taisheen  | タイシーン       | Player | 2021年3月20日 | 2000年7月20日 | YouTube,Twitch | North  | SCARZ EU結成に伴い加入 |
| クロアチアの旗 | rpr       | アールピーアール | Player | 2021年3月20日 | 1996年8月7日  | YouTube,Twitch | North  | SCARZ EU結成に伴い加入 |
| ポルトガルの旗 | Hiarka    | ハイアルカ       | Player | 2022年11月2日 | 2003年3月2日  | YouTube,Twitch | -      | -                      |
| ドイツの旗     | Gerovic12 |                  | Player | 2022年11月2日 | 2000年2月29日 | Twitch         | -      | -                      |

#### Call of Duty部門
| 出身国   | 名前            | 読み                 | 役割   | 加入日        | 生年月日       | 動画配信 | 前所属            | 備考                 |
| -------- | --------------- | -------------------- | ------ | ------------- | -------------- | -------- | ----------------- | -------------------- |
| 日本の旗 | AliceWonderland | アリスワンダーランド | Player | 2019年12月9日 | 1997年11月15日 | YouTube  | Detonation Gaming | 部門再始動に伴い加入 |
| 日本の旗 | ChieF-lord      | チーフロード         | Player | 2021年3月10日 | 1996年12月20日 | -        | Luster7           | -                    |

#### Call of Duty MOBILE部門
| 出身国   | 名前       | 読み             | 役割    | 加入日        | 生年月日       | 動画配信       | 前所属                  | 備考             |
| -------- | ---------- | ---------------- | ------- | ------------- | -------------- | -------------- | ----------------------- | ---------------- |
| 日本の旗 | FantaJiN   | ファンタジン     | Player  | 2020年9月15日 | 1999年2月23日  | Mildom         | -                       | 部門設立時に加入 |
| 日本の旗 | TeiN       | テイン           | Player  | 2020年9月15日 | 1998年10月21日 | YouTube,Mildom | -                       | 部門設立時に加入 |
| 日本の旗 | Ryo        | リョウ           | Player  | 2020年12月7日 | 2000年4月18日  | Mildom         | -                       | -                |
| 日本の旗 | Mic        | マイク           | Player  | 2021年6月9日  | 6月19日        | YouTube        | Call of Duty MOBILE部門 | 再加入           |
| 日本の旗 | Cs7hamster | ハムスター       | Player  | 2022年4月22日 | 2002年3月13日  | -              | REJECT                  | -                |
| 日本の旗 | FishBone   | フィッシュボーン | Player  | 2022年4月22日 | -              | YouTube        | Z-ONE                   | -                |
| 日本の旗 | 47         | シナ             | Manager | 2020年9月15日 | -              | -              | -                       | 部門設立時に加入 |

#### Fortnite部門
| 出身国   | 名前  | 読み     | 役割   | 加入日        | 生年月日     | 動画配信       | 前所属 | 備考             |
| -------- | ----- | -------- | ------ | ------------- | ------------ | -------------- | ------ | ---------------- |
| 日本の旗 | L1se  | リセ     | Player | 2019年2月9日  | 6月27日      | Mildom         | -      | 「Lise」から改名 |
| 日本の旗 | Rialy | リアリー | Player | 2020年9月30日 | 2005年9月7日 | YouTube,Mildom | -      | 加入時最年少     |

#### HONOR OF KINGS部門
| 出身国   | 名前    | 読み     | 役割    | 加入日        | 生年月日       | 動画配信 | 前所属 | 備考            |
| -------- | ------- | -------- | ------- | ------------- | -------------- | -------- | ------ | --------------- |
| 日本の旗 | Lovers  |          | Player  | 2022年3月11日 | 2004年2月2日   | -        | -      | AoV部門から移籍 |
| 日本の旗 | Mahi    | マヒ     | Player  | 2022年3月11日 | 2002年3月13日  | -        | -      | AoV部門から移籍 |
| 日本の旗 | ASD     |          | Player  | 2022年3月11日 | 2001年10月26日 | -        | -      | AoV部門から移籍 |
| 日本の旗 | Yami    |          | Player  | 2022年3月11日 | 2001年12月10日 | -        | -      | AoV部門から移籍 |
| 日本の旗 | ochik2  |          | Player  | 2022年3月11日 | 1999年9月28日  | -        | -      | AoV部門から移籍 |
| 日本の旗 | rilverC | リルバー | Player  | 2022年3月11日 | 2001年12月27日 | -        | -      | AoV部門から移籍 |
| 日本の旗 | Roy     |          | Manager | 2022年3月11日 | 1996年3月8日   | -        | -      | AoV部門から移籍 |

#### IdentityV部門
| 出身国   | 名前    | 読み       | 役割             | 加入日        | 生年月日       | 動画配信 | 前所属    | 備考             |
| -------- | ------- | ---------- | ---------------- | ------------- | -------------- | -------- | --------- | ---------------- |
| 日本の旗 | Juda    | ジュダ     | Player           | 2021年5月18日 | 2000年10月30日 | YouTube  | -         | 部門設立時に加入 |
| 日本の旗 | SiLia   | シリア     | Player           | 2021年5月18日 | 2000年11月20日 | YouTube  | -         | 部門設立時に加入 |
| 日本の旗 | soar    | ソーラ     | Player           | 2021年5月18日 | 2002年9月6日   | YouTube  | -         | 部門設立時に加入 |
| 日本の旗 | mone    | モネイロ   | Player           | 2021年5月18日 | 2003年10月2日  | YouTube  | -         | 部門設立時に加入 |
| 日本の旗 | pyone   | ピョネ     | Player           | 2021年5月18日 | 7月30日        | -        | -         | 部門設立時に加入 |
| 日本の旗 | Peter   | ピーター   | Player           | 2021年7月16日 | -              | YouTube  | -         | -                |
| 日本の旗 | MiraiK  | ミライカン | Player           | 2021年9月20日 | 4月30日        | YouTube  | -         | -                |
| 日本の旗 | Hz丶    |            | Manager・Analyst | 2021年7月1日  | -              | -        | -         | -                |
| 日本の旗 | Amatuka | アマツカ   | Coach            | 2021年6月2日  | 9月25日        | -        | -         | -                |
| 日本の旗 | Silk    | シルク     | Coach            | 2022年6月3日  | 7月2日         | YouTube  | Sunsister | -                |

#### PUBG MOBILE部門
| 出身国   | 名前    | 読み     | 役割            | 加入日         | 生年月日      | 動画配信       | 前所属        | 備考 |
| -------- | ------- | -------- | --------------- | -------------- | ------------- | -------------- | ------------- | ---- |
| 日本の旗 | kouMel  | コウメル | Player          | 2020年12月10日 | 1999年8月4日  | Mildom         | -             | -    |
| 日本の旗 | lapis   | ラピス   | Player          | 2022年7月29日  | 2001年8月3日  | YouTube        | REJECT        | -    |
| 日本の旗 | Kota    | コタ     | Player          | 2023年1月17日  | -             | YouTube        | ZETA DIVISION | -    |
| 日本の旗 | MayuC   | マユシー | Player          | 2023年1月29日  | -             | YouTube        | Lag Gaming    | -    |
| 日本の旗 | Favis   | ファビス | Player・Manager | 2019年6月26日  | 1992年4月14日 | YouTube,Mildom | -             | -    |
| 日本の旗 | sayappi | サヤッピ | Sub Manager     | 2021年12月8日  | -             | -              | -             | -    |
| 日本の旗 | Los     | ロス     | Coach           | 2022年2月2日   | -             | -              | 戦国Gaming    | -    |
| 日本の旗 | Zawashi | ザワシ   | Analyst         | 2022年2月2日   | -             | -              | -             | -    |

#### Rainbow Six Siege部門
| 出身国   | 名前            | 読み                 | 役割           | 加入日        | 生年月日      | 動画配信 | 前所属         | 備考                            |
| -------- | --------------- | -------------------- | -------------- | ------------- | ------------- | -------- | -------------- | ------------------------------- |
| 日本の旗 | Nina            | ニナ                 | Player         | 2022年3月19日 | 2004年10月4日 | -        | NORTHEPTION    | -                               |
| 日本の旗 | Pyon            | ピョン               | Player         | 2022年3月19日 | 1999年1月26日 | -        | -              | 部門設立時に加入,サブロースター |
| 日本の旗 | Taiyou          | タイヨウ             | Player         | 2022年3月19日 | 2001年5月28日 | -        | -              | 部門設立時に加入                |
| 日本の旗 | Wqsyo1          | ワッショイ           | Player         | 2022年3月19日 | 2002年6月13日 | -        | -              | 部門設立時に加入                |
| 日本の旗 | FishLike        | フィッシュライク     | Player         | 2022年3月19日 | 2003年7月21日 | -        | -              | 部門設立時に加入                |
| 日本の旗 | ReC             | レック               | Player         | 2022年6月3日  | 2002年9月5日  | YouTube  | Sengoku Gaming | -                               |
| 日本の旗 | Blueno4ronandes | ブルーノシロナンデス | Coach・Manager | 2023年3月1日  | 1996年7月25日 | -        | REJECT         | -                               |

#### SUPER SUMASH BROS.部門
| 出身国   | 名前       | 読み       | 役割   | 加入日         | 生年月日      | 動画配信 | 前所属            | 備考 |
| -------- | ---------- | ---------- | ------ | -------------- | ------------- | -------- | ----------------- | ---- |
| 日本の旗 | あしも     | あしも     | Player | 2022年12月4日  | -             | YouTube  | Sea Please Gaming | -    |
| 日本の旗 | ぱせりまん | ぱせりまん | Player | 2022年12月23日 | 1998年3月14日 | YouTube  | Ray Road Gaming   | -    |

#### VALORANT部門
| 名前    | 役割   | 加入日         | 動画配信 | 前所属             | 備考 |
| ------- | ------ | -------------- | -------- | ------------------ | ---- |
| Yoshiii | Player | 2023年1月12日  | Twitch   | Westception        | -    |
| Medusa  | Player | 2024年11月22日 | Twitch   | CRAZY RACCOON      | -    |
| Anthem  | Player | 2024年11月22日 | Twitch   | DetonatioN FocusMe | -    |
| LOB     | Player | 2024年11月22日 | Twitch   | VARREL             | -    |
| Zepher  | Player | 2025年1月10日  | Twitch   | VARREL             | -    |
| Bullco  | Coach  | 2023年10月25日 | -        | Jadaite            | -    |
| ryota-  | Coach  | 2025年1月14日  | -        | ZETA DIVISION      | -    |

#### Winning Eleven部門
| 出身国   | 名前    | 読み     | 役割   | 加入日       | 生年月日 | 動画配信 | 前所属 | 備考             |
| -------- | ------- | -------- | ------ | ------------ | -------- | -------- | ------ | ---------------- |
| 日本の旗 | Karaage | カラアゲ | Player | 2018年2月8日 | -        | -        | -      | 部門設立時に加入 |
| 日本の旗 | SHO     | ショウ   | Player | 2018年2月8日 | -        | -        | -      | 部門設立時に加入 |

### ストリーマー

#### Streamer部門
| 出身国             | 名前         | 読み               | 役割     | 加入日        | 動画配信       | 前所属                   | 備考                                               |   |
| ------------------ | ------------ | ------------------ | -------- | ------------- | -------------- | ------------------------ | -------------------------------------------------- | - |
| 日本の旗           | SilverJumper | シルバージャンパー | Caster   | 2015年7月21日 | Twitch         | -                        | Dota2部門のマネージャーとして加入                  |   |
| 日本の旗           | KilluA       | キルア             | Streamer | 2018年4月19日 | YouTube,Mildom | Fortnite部門マネージャー | Fortnite部門設立時に加入、2021年12月に本部門へ移籍 |   |
| 日本の旗           | きぅ         | きぅ               | Player   | 2018年4月30日 | Mildom         | -                        | -                                                  |   |
| 日本の旗           | Rumad        | ルマッド           | Player   | 2019年10月9日 | YouTube,Mildom | PUBG部門                 | -                                                  |   |
| 中華民国の旗       | Restia       | レスティア         | Streamer | 2022年7月16日 | YouTube,Twitch | -                        | -                                                  |   |
| アメリカ合衆国の旗 | thekine      | ザ カイン          | Streamer | 2022年6月18日 | YouTube,Twitch | -                        | -                                                  |   |
| 日本の旗           | Mosyusa      | モシウサ           | Streamer | 2023年1月28日 | YouTube        | -                        | -                                                  |   |
| 日本の旗           | 善悪菌       | ぜんあくきん       | Player   | 2022年8月18日 | YouTube,Twitch | Valorant部門             | -                                                  | - |
| 日本の旗           | ふぇに男     | ふぇにお           | Streamer | -             |                |                          |                                                    |   |

### スタッフ
| 出身国   | プレイヤー名 | 本名                                        | 位置                 | 加入日時     |
| -------- | ------------ | ------------------------------------------- | -------------------- | ------------ |
| 日本の旗 | ONEONE       | 友利 洋一（Yoichi Tomori、ともり よういち） | オーナー             | 2012年2月    |
| 日本の旗 | Nao          |                                             | ゼネラルマネージャー | 2017年11月   |
| 日本の旗 | Chil         |                                             | 通訳                 | 2018年1月    |
| 日本の旗 | AZUL         |                                             | デザイナー           | 2018年6月5日 |
| 日本の旗 | ReelQb       |                                             | ムービークリエイター | 2017年2月    |
| 日本の旗 | MaCy         |                                             | ムービークリエイター | 2018年2月    |

## 戦績
2018年11月時点までの戦績を掲載。

### 活動中
Call of Duty部門
| 開始日         | 終了日         | 大会名                                   | 開催地     | 順位  | 獲得賞品  | 選手                                                |
| SCARZ          | SCARZ          | SCARZ                                    | SCARZ      | SCARZ | SCARZ     | SCARZ                                               |
| -------------- | -------------- | ---------------------------------------- | ---------- | ----- | --------- | --------------------------------------------------- |
| 2015年1月23日  | 2015年1月23日  | CyAC CoD:AW e-Sports Rule Tournament #1  | オンライン | 1位   | -         | Nekokan1st・Shokuso・Empty・yosimasu・Shirley       |
| 2015年3月21日  | 2015年3月21日  | CyAC CoD:AW e-Sports Rule Tournament #2  | オンライン | 1位   | -         | Nekokan1st・Shokuso・Empty・yosimasu・Hunt・Shirley |
| 2015年10月24日 | 2015年10月24日 | CyAC CoD:AW Last Battle e-Sports Rule    | オンライン | 1位   | -         | Nekokan1st・Shokuso・Empty・yosimasu・Hunt・Shirley |
| 2016年10月21日 | 2016年10月21日 | CyAC CoD:BO3 Last Battle e-Sports Rule   | オンライン | 3位   | -         | Shokuso・Hunt・Nico・BLINn_・Shirley                |
| 2016年11月25日 | 2017年1月22日  | CLE League #1                            | オンライン | 2位   | -         | Shokuso・Hunt・Nico・BLINn_・Shirley                |
| 2017年1月14日  | 2017年1月15日  | CyAC CoD:IW e-Sports Rule Tournament #1  | オンライン | 1位   | -         | Shokuso・Hunt・Nico・BLINn_・Shirley                |
| 2017年2月18日  | 2017年2月19日  | CyAC CoD:IW e-Sports Rule Tournament #2  | オンライン | 1位   | -         | Shokuso・Hunt・Nico・BLINn_・Shirley                |
| 2017年4月15日  | 2017年4月16日  | CyAC CoD:IW e-Sports Rule Tournament #3  | オンライン | 1位   | -         | Hunt・BLINn_・Nico・AllyGP・Shirley                 |
| 2017年7月29日  | 2017年9月3日   | JEC 2017 CoD:IW e-Sports Rule Tournament | オフライン | 2位   | -         | Hunt・Nico・AllyGP・ALIKE・Shirley                  |
| 2017年9月23日  | 2017年9月23日  | TGS2017 SCARZ vs Rush CLAN 頂上決戦      | 幕張メッセ | 敗北  | -         | Hunt・Nico・AllyGP・ALIKE・Shirley                  |
| 2018年2月10日  | 2018年2月11日  | 闘会議2018 CoD:WWⅡ プロ対抗戦            | 幕張メッセ | 2位   | ¥2500,000 | Hunt・AllyGP・Leisia・Panther・Shirley              |

Counter-Strike: Global Offensive部門
| 開始日         | 終了日         | 大会名                                                      | 開催地     | 順位    | 獲得賞品                                         | 選手                                 |
| SCARZ          | SCARZ          | SCARZ                                                       | SCARZ      | SCARZ   | SCARZ                                            | SCARZ                                |
| -------------- | -------------- | ----------------------------------------------------------- | ---------- | ------- | ------------------------------------------------ | ------------------------------------ |
| -              | -              | -                                                           | -          | -       | -                                                | -                                    |
| SCARZ Absolute |                |                                                             |            |         |                                                  |                                      |
| 2017年2月26日  | 2017年2月26日  | 第2回日本eスポーツ選手権大会                                | 東京       | 1位     | ¥250,000                                         | Laz・barce・crow・t4k3J・poem        |
| 2017年6月2日   | 2017年6月4日   | Infinite Challenge Cup Weekly #2                            | オンライン | 2位     | -                                                | Laz・barce・crow・t4k3J・poem        |
| 2017年7月14日  | 2017年7月15日  | WCA 2017 Asia-Pacific Open Qualifier                        | オンライン | 3-4位   | -                                                | Laz・barce・crow・t4k3J・poem        |
| 2017年8月19日  | 2017年8月20日  | ROG MASTERS 2017 Japan Open Qualifier                       | オンライン | 1位     | Pass to APAC Qualifier                           | Laz・barce・crow・t4k3J・poem        |
| 2017年9月16日  | 2017年9月17日  | eXTREMESLAND 2017 Japan Regional Finals                     | 東京       | 1位     | ¥1,500,000                                       | Laz・barce・crow・t4k3J・poem        |
| 2017年9月24日  | 2017年9月24日  | IEM Oakland 2017 South-East Asia Qualifier                  | オンライン | 5-8位   | -                                                | Laz・barce・crow・t4k3J・poem        |
| 2017年9月30日  | 2017年10月14日 | WCA 2017 China Qualifier Wild Card                          | オンライン | 5-6位   | -                                                | Laz・barce・crow・t4k3J・poem        |
| 2017年10月19日 | 2017年10月22日 | eXTREMESLAND Asia Finals 2017                               | 上海       | 5-8位   | $4,000                                           | Laz・barce・crow・t4k3J・poem        |
| 2017年10月26日 | 2017年10月27日 | ROG MASTERS 2017 Asia-Pacific Main Qualifier                | マニラ     | 3-4位   | -                                                | Laz・barce・crow・t4k3J・poem        |
| 2017年11月10日 | 2017年11月13日 | MOBAGAME Cup #1                                             | オンライン | 2位     | $1,500                                           | Laz・barce・crow・t4k3J・poem        |
| 2017年11月27日 | 2017年12月23日 | Douyu CS:GO Asia invitational #2                            | オンライン | 12-14位 | -                                                | Laz・barce・crow・t4k3J・poem        |
| 2017年12月4日  | 2017年12月4日  | WESG2017 East Asia Qualifier                                | オンライン | 1位     | Pass to APAC Finals                              | Laz・barce・crow・t4k3J・poem        |
| 2018年1月11日  | 2018年1月14日  | WESG2017 Asia-Pacific Regional Finals                       | 青島       | 9-10位  | Pass to World Finals                             | Laz・barce・crow・t4k3J・poem        |
| 2018年1月30日  | 2018年2月6日   | GOTV.GG Invitational #2                                     | オンライン | 7-8位   | -                                                | Laz・barce・crow・t4k3J・poem        |
| 2018年3月13日  | 2018年3月18日  | WESG2017 World Finals                                       | 海口       | 23-32位 | -                                                | Laz・barce・crow・t4k3J・poem        |
| 2018年3月22日  | 2018年3月25日  | StarLadder & ImbaTV Invitational Chongqing 2018             | 重慶       | 7-8位   | $3,000                                           | Laz・barce・crow・t4k3J・poem        |
| 2018年3月27日  | 2018年3月29日  | ESL Pro League Season 7 - China Qualifier                   | オンライン | 5-6位   | -                                                | Laz・barce・crow・t4k3J・poem        |
| 2018年3月26日  | 2018年4月8日   | GOTV.GG Invitational #3                                     | オンライン | 7-8位   | -                                                | Laz・barce・crow・t4k3J・poem        |
| 2018年4月7日   | 2018年4月8日   | ZOTAC Cup Master 2018 - Japan Qualifier                     | オンライン | 1位     | Pass to APAC Finals                              | Laz・barce・crow・t4k3J・poem        |
| 2018年4月20日  | 2018年4月22日  | ESL Pro League Season 7 - Asia-Pacific Qualifier            | シドニー   | 7-8位   | $7,500                                           | Laz・barce・crow・t4k3J・poem        |
| 2018年5月19日  | 2018年5月20日  | FACEIT Major 2018 - Asia Minor East Asia Open Qualifier     | オンライン | 1位     | Pass to Asia Minor                               | Laz・barce・crow・t4k3J・poem・Reita |
| 2018年5月26日  | 2018年6月6日   | Uwin Asian Invitational                                     | オンライン | 9-14位  | -                                                | Laz・barce・crow・t4k3J・poem・Reita |
| 2018年6月5日   | 2018年6月9日   | ZOTAC Cup Master 2018 - APAC Qualifier                      | 台北       | 5-8位   | -                                                | Laz・barce・crow・t4k3J・poem・Reita |
| 2018年6月18日  | 2018年6月20日  | IEM Shanghai 2018 - Asia Closed Qualifier                   | オンライン | 5-6位   | -                                                | Laz・barce・crow・t4k3J・poem・Reita |
| 2018年6月29日  | 2018年7月1日   | DreamHack Masters Stockholm 2018 - East Asia Open Qualifier | オンライン | 2位     | -                                                | Laz・barce・crow・t4k3J・poem・Reita |
| 2018年7月16日  | 2018年7月20日  | FACEIT Major 2018 - Asia Minor Championship                 | ロンドン   | 4位     | -                                                | Laz・barce・crow・t4k3J・poem・Reita |
| 2018年8月13日  | 2018年8月15日  | StarSeries i-League Season 6 - Asia Qualifier               | オンライン | 9-12位  | -                                                | Laz・barce・crow・t4k3J・Reita       |
| 2018年8月19日  | 2018年8月21日  | IEM Chicago 2018 Asia Closed Qualifier                      | オンライン | 3位     | -                                                | Laz・barce・crow・t4k3J・poem・Reita |
| 2018年9月26日  | 2018年10月18日 | ESL Pro League Season 8 China Closed Qualifier              | オンライン | 7-8位   | -                                                | Laz・barce・crow・t4k3J・Reita       |
| 2018年9月29日  | 2018年9月30日  | GALLERIA GAMEMASTER Cup 2018                                | 東京       | 1位     | ¥1,000,000 Pass to IeSF 2018 & eXTREMESLAND 2018 | Laz・barce・crow・t4k3J・Reita       |
| 2018年10月7日  | 2018年10月8日  | Toyota Master Bangkok 2018 SEA Qualifier                    | オンライン | 5-8位   | -                                                | Laz・barce・crow・t4k3J・Reita       |
| 2018年10月18日 | 2018年10月21日 | eXTREMESLAND 2018 Asia Finals                               | 上海       | 13-15位 | $1,000                                           | Laz・barce・crow・t4k3J・Reita       |
| 2018年11月9日  | 2018年11月11日 | IESF World Championship 2018                                | 高雄       | 9-16位  | -                                                | Laz・barce・crow・t4k3J・Reita       |

FIFA部門
| 開始日        | 終了日        | 大会名                                        | 開催地       | 順位   | 獲得賞品                       | 選手                 |
| FIFA16        | FIFA16        | FIFA16                                        | FIFA16       | FIFA16 | FIFA16                         | FIFA16               |
| ------------- | ------------- | --------------------------------------------- | ------------ | ------ | ------------------------------ | -------------------- |
| 2016年3月12日 | 2016年3月13日 | 第1回日本eスポーツ選手権大会                  | 東京         | 1位    | -                              | Jay-E                |
| 2016年3月12日 | 2016年3月13日 | 第1回日本eスポーツ選手権大会                  | 東京         | 5-8位  | -                              | fantom               |
| FIFA17        |               |                                               |              |        |                                |                      |
| 2017年2月25日 | 2017年2月26日 | 第2回日本eスポーツ選手権大会                  | 東京         | 1位    | ¥100,000                       | fantom               |
| 2017年4月21日 | 2017年4月22日 | FIFA Ultimate Team Champions Rest of World    | バンクーバー | 1位    | Pass to Grand Final            | fantom               |
| 2017年5月19日 | 2017年5月20日 | FIFA Ultimate Team Champions Grand Final      | ベルリン     | Best32 | -                              | fantom               |
| 2017年7月7日  | 2017年7月8日  | FIFA INTERACTIVE World Cup 2017 Rest of World | ドーハ       | -      | -                              | fantom               |
| FIFA18        |               |                                               |              |        |                                |                      |
| 2017年11月2日 | 2017年11月3日 | ESWC PGW FIFA18 Challenge                     | フランス     | Best8  | フェアプレー賞                 | fantom               |
| 2018年5月4日  | 2018年5月4日  | 明治安田生命eJ.LEAGUE                         | 東京         | 1位    | Pass to Global Series Playoffs | かーる（浦和レッズ） |
| 2018年5月4日  | 2018年5月4日  | 明治安田生命eJ.LEAGUE                         | 東京         | 8-16位 | -                              | fantom（FC東京）     |

PLAYERUNKNOWN’S BATTLEGROUNDS部門
| 開始日         | 終了日         | 大会名                                  | 開催地     | 順位  | 結果                              | 選手                               |
| SCARZ          | SCARZ          | SCARZ                                   | SCARZ      | SCARZ | SCARZ                             | SCARZ                              |
| -------------- | -------------- | --------------------------------------- | ---------- | ----- | --------------------------------- | ---------------------------------- |
| 2018年2月10日  | 2018年2月17日  | PUBG JAPAN SERIES αLeague Phase1        | オフライン | 8位   | Pass to αLeague Phase2            | cocorou・Fa6ye・XhanZ1119・LavAriE |
| 2018年3月10日  | 2018年3月24日  | PUBG JAPAN SERIES αLeague Phase2        | オフライン | 12位  | Pass to βLeague Phase1            | cocorou・Fa6ye・XhanZ1119・LavAriE |
| 2018年5月19日  | 2018年6月2日   | PUBG JAPAN SERIES βLeague Class1 Phase1 | オフライン | 12位  | Pass to βLeague Phase2            | cocorou・Fa6ye・BONON・Icebahn     |
| 2018年6月16日  | 2018年6月30日  | PUBG JAPAN SERIES βLeague Class1 Phase2 | オフライン | 9位   | Pass to PJS Season1 Phase1 Grade1 | cocorou・Fa6ye・BONON・Icebahn     |
| 2018年9月22日  | 2018年10月6日  | PUBG JAPAN SERIES Season1 Phase1 Grade1 | オフライン | 8位   | Pass to PJS Season1 Phase2 Grade1 | Fa6ye・BONON・Esquia_・rtyu        |
| 2018年10月27日 | 2018年11月10日 | PUBG JAPAN SERIES Season1 Phase2 Grade1 | オフライン | 12位  | Pass to PJS Season2 Phase1 Grade1 | Fa6ye・BONON・Esquia_・rtyu        |

Winning Eleven部門
| 開始日        | 終了日        | 大会名                                              | 開催地  | 順位    | 獲得賞品 | 選手    |
| PES2018       | PES2018       | PES2018                                             | PES2018 | PES2018 | PES2018  | PES2018 |
| ------------- | ------------- | --------------------------------------------------- | ------- | ------- | -------- | ------- |
| 2018年3月13日 | 2018年3月18日 | PES 2018 - Exhibition Event of WESG2017 Grand Final | 海口    | 1位     | $5,000   | Karaage |

### 活動休止・解散済み
Alliance of Valiant Arms部門
| 開始日                  | 終了日        | 大会名                  | 開催地     | 順位  | 結果      | 選手                                            |
| 爆破                    | 爆破          | 爆破                    | 爆破       | 爆破  | 爆破      | 爆破                                            |
| ----------------------- | ------------- | ----------------------- | ---------- | ----- | --------- | ----------------------------------------------- |
| 2018年2月10日           | 2018年2月17日 | AVARST2016 爆破 Season1 | オンライン | MA1位 | -         | ろとむっ・Zag.・SzayelApr・MAKA.・Daum...・Just |
| 護衛                    |               |                         |            |       |           |                                                 |
| 2016年5月28日           | 2016年5月28日 | AVARST2016 護衛 Season1 | オフライン | Best4 | Aランカー | Waonthy・OadBy・Ju・Meister・Tartar             |
| 2016年7月30日           | 2016年7月30日 | AVAODL2016 護衛 Season2 | オンライン | MC1位 | -         | Waonthy・OadBy・Ju・Grineko・SpiLa・Pepe・ HAN  |
| 2016年9月17日           | 2016年9月18日 | AVARST2016 護衛 Season2 | オフライン | Best6 | Bランカー | Waonthy・OadBy・Ju・Grineko・SpiLa・Pepe・ HAN  |
| Micio（ガールズチーム） |               |                         |            |       |           |                                                 |
| 2017年8月5日            | 2017年8月6日  | AVAODL2017 爆破 Season2 | オンライン | MH2位 | -         | Kyu・Mayrin・日向っ・ちこはる・みのり           |

DotA2部門
| 開始日        | 終了日        | 大会名                      | 開催地     | 順位  | 結果  | 選手                                      |
| SCARZ         | SCARZ         | SCARZ                       | SCARZ      | SCARZ | SCARZ | SCARZ                                     |
| ------------- | ------------- | --------------------------- | ---------- | ----- | ----- | ----------------------------------------- |
| 2016年4月16日 | 2016年4月24日 | Japan Dota Cup 2016 Season1 | オンライン | 2位   | -     | SilverJumper・bugsystem・Neyo・Saki・Homu |

League of Legends部門
| 開始日             | 終了日        | 大会名                           | 開催地     | 順位  | 結果      | 選手                                                     |
| SCARZ              | SCARZ         | SCARZ                            | SCARZ      | SCARZ | SCARZ     | SCARZ                                                    |
| ------------------ | ------------- | -------------------------------- | ---------- | ----- | --------- | -------------------------------------------------------- |
| 2016年2月25日      | 2016年3月24日 | LJLCS 2016 Spring Split          | オンライン | 2位   | -         | Nova・Ilven・Araragi・Search・Day1・ShiRa                |
| 2016年3月31日      | 2016年4月1日  | LJL 2016 Spring Promotion Series | オンライン | 勝利  | LJL昇格   | Nova・Ilven・Araragi・Search・Day1・ShiRa                |
| 2016年5月25日      | 2016年7月30日 | LJL 2016 Summer Split            | オンライン | 5位   | -         | Nova・Arfoad・Ilven・vivy・alleycat・Day1・Kazu・terette |
| 2016年8月12日      | 2016年8月13日 | LJL 2016 Summer Promotion Series | オンライン | 勝利  | -         | Arfoad・vivy・alleycat・Day1・Kazu                       |
| 2017年1月20日      | 2017年3月25日 | LJL 2017 Spring Split            | オフライン | 6位   | -         | Arfoad・Air・DayDream・Mei・Search・Day1・Kazu・terette  |
| 2017年3月27日      | 2017年3月28日 | LJL 2017 Spring Promotion Series | オフライン | 敗北  | LJLCS降格 | Air・DayDream・Search・Day1・Mei                         |
| 2017年6月30日      | 2017年8月3日  | LJLCS 2017 Summer Split          | オンライン | 1位   | -         | DarkCaT・Ivy・Roki・nororin・Taitei・Mei                 |
| 2017年8月14日      | 2017年8月15日 | LJL 2017 Summer Promotion Series | オフライン | 敗北  | -         | DarkCaT・Ivy・Roki・nororin・Taitei・Mei                 |
| SCARZ Burning Core |               |                                  |            |       |           |                                                          |
| 2018年2月22日      | 2018年3月22日 | LJLCS 2018 Spring Split          | オンライン | 1位   | -         | sneak snake・Wilder・Roki・Akasi・Taitei・Dara           |
| 2018年4月3日       | 2018年4月4日  | LJL 2018 Spring Promotion Series | オフライン | 勝利  | LJL昇格   | sneak snake・Wilder・Roki・Akasi・Taitei・Dara           |

Overwatch部門
| 開始日 | 終了日 | 大会名 | 開催地 | 順位  | 結果  | 選手  |
| SCARZ  | SCARZ  | SCARZ  | SCARZ  | SCARZ | SCARZ | SCARZ |
| ------ | ------ | ------ | ------ | ----- | ----- | ----- |
| -      | -      | -      | -      | -     | -     | -     |

## スポンサー・パートナー
※2022年12月時点
| ブランド名                        | 企業名                             | 種別               | 契約締結日     |
| --------------------------------- | ---------------------------------- | ------------------ | -------------- |
| 日本eスポーツサッカー協会（JeFA） | 公益財団法人 日本サッカー協会      | パートナー         | 2015年8月27日  |
| 朝日フィナンシャルグループ        | 株式会社朝日フィナンシャルグループ | スポンサー         | 2016年1月7日   |
| HORI                              | 株式会社ホリ                       | スポンサー         | 2016年4月1日   |
| DXRACER                           | 有限会社関西創愛ファニチュア       | スポンサー         | 2016年9月9日   |
| LG UltraGear                      | LG Electronics Japan株式会社       | スポンサー         | 2016年9月13日  |
| XSplit Broadcaster                | SplitmediaLabs Ltd.                | スポンサー         | 2016年11月11日 |
| MoneyPartners                     | 株式会社マネーパートナーズグループ | スポンサー         | 2017年1月19日  |
| ネットギアジャパン                | ネットギアジャパン合同会社         | スポンサー         | 2017年2月2日   |
| 日本AMD                           | 日本エイ・エム・ディ株式会社       | スポンサー         | 2017年6月16日  |
| アトム市川船橋法律事務所          | アトム市川船橋法律事務所弁護士法人 | 顧問提携           | 2017年8月24日  |
| HyperX                            | Kingston Corporation               | スポンサー         | 2017年9月8日   |
| EGL Electronic Gamers League      |                                    | パートナー         | 2017年12月15日 |
| OPENREC.tv                        | 株式会社CyberZ                     | スポンサー         | 2018年1月5日   |
| FC東京                            | 東京フットボールクラブ株式会社     | パートナー         | 2018年4月13日  |
| SB C&S                            | SB C&S株式会社                     | スポンサー         | 2018年5月16日  |
| Elgato Systems                    | Corsair Gaming, Inc.               | スポンサー         | 2018年5月16日  |
| GALLERIA                          | 株式会社サードウェーブ             | スポンサー         | 2018年5月28日  |
| JTB                               | 株式会社JTB                        | スポンサー         | 2018年7月27日  |
| N高等学校「eスポーツ部」          | 学校法人角川ドワンゴ学園           | パートナー         | 2018年10月2日  |
| Ascenders                         | Ascenders株式会社                  | パートナー         | 2018年10月16日 |
| Scythe                            | 株式会社サイズ                     | スポンサー         | 2019年1月22日  |
| LIXIL                             | 株式会社LIXIL                      | スポンサー         | 2019年4月11日  |
| New Balance                       | 株式会社ニューバランス ジャパン    | パートナー         | 2019年4月26日  |
| Ash Winder E-sports ARENA         | 株式会社Ash Winder                 | アリーナスポンサー | 2019年5月15日  |
| CORSAIR                           | CORSAIR Inc.                       | スポンサー         | 2020年1月8日   |
| UberEats                          | UberJapan株式会社                  | スポンサー         | 2020年1月16日  |
| Xperia                            | ソニー株式会社                     | スポンサー         | 2020年1月24日  |
| Mildom                            | 株式会社DouYu Japan                | スポンサー         | 2020年6月18日  |
| Garmin                            | ガーミンジャパン株式会社           | スポンサー         | 2021年1月12日  |
| ラゾーナ川崎プラザ                | 三井不動産商業マネジメント株式会社 | スポンサー         | 2021年4月9日   |
| Paidy                             | 株式会社Paidy                      | スポンサー         | 2022年3月1日   |
| Nextorage                         | Nextorage株式会社                  | スポンサー         | 2022年3月7日   |
| ALTEKNA                           | 株式会社アルテクナ                 | スポンサー         | 2022年3月24日  |
| DIA STAFF                         | ディアスタッフ株式会社             | スポンサー         | 2022年6月10日  |
| GALLERIA                          | 株式会社サードウェーブ             | スポンサー         | 2022年7月4日   |
| AVALANCHE GOLD & JEWELRY          | 株式会社アヴァランチ               | パートナー         | 2022年9月6日   |
| レッドブル・ジャパン              | レッドブル・ジャパン株式会社       | パートナー         | 2022年12月9日  |

### 契約終了
発表済みの契約を掲載。
| ブランド名    | 企業名                   | 種別             | 契約締結日    | 契約解除日    |
| ------------- | ------------------------ | ---------------- | ------------- | ------------- |
| G2A           | G2A.COM Limited          | スポンサー       | 2015年7月30日 | 2017年3月15日 |
| しまリス堂    | 株式会社しまリス堂       | スポンサー       | 2016年4月20日 | 2017年4月26日 |
| Kinguin       | Kinguin,Ltd.             | スポンサー       | 2017年3月16日 | 2017年7月     |
| Twitch        | Twitch Interactive, Inc. | パートナーシップ | 2016年8月9日  | 2018年1月     |
| Predator      | 日本エイサー株式会社     | スポンサー       | 2017年1月18日 | 2018年5月27日 |
| LONYONG JAPAN | 株式会社ロンヨンジャパン | スポンサー       | 2015年9月29日 | 2019年4月25日 |
| LEGION        | レノボ・ジャパン合同会社 | スポンサー       | 2020年6月17日 | 2022年6月30日 |

## メディア出演

### テレビ
- 史上最強の大学生は誰だ!? コール オブ デューティ全国大学ゲーム決戦（TOKYO MX、2015年11月26日・12月24日）
- 電人☆ゲッチャ!（ニコニコ生放送、2016年11月10日）
- モーニングCROSS「週刊アスモノ」（TOKYO MX、2017年9月11日）
- サンバリュ ～「B面政治家」【デヴィ・良純・一茂・太蔵が日本のリアルを徹底調査】～（日本テレビ、2018年5月6日）
- マツコ会議（日本テレビ、2018年10月20日）
- SATURDAY FORTNITE FEVER #5（AbemaTV、2018年11月10日）

### 雑誌
- 電撃PlayStation vol.651
- eスポーツマガジン vol.1（白夜ムック565）

### イベント
- UBIDAY2015（2015年11月3日）
- 東京ゲームショー2016（2016年9月15日-18日）
- 東京ゲームショー2017（2017年9月23日-24日）
- SPORTS of HEART 2017（2017年10月14日-15日）
- 第48回衆議院議員選挙 eスポーツ体験イベント（2017年10月14日）
- 闘会議2018（2018年2月10日-11日）
- SONY CoD:WWⅡ 全国大学生対抗戦（2018年3月11日）
- DIG INTO GOOD GAMES（2018年3月31日）
- 東京ゲームショー2018（2017年9月20日-23日）

## トラブル
2016年2月、LJL Challenger Series予選Round1にて、SCARZ所属のNova選手が海外IPアドレスからのアクセス（試合への参戦）を行っていたことが発覚した。これはLJL側が、試合日程を通達していた2月11日から2月4日へ日程変更したところ、海外に滞在していた選手への通達が間に合わなかったことが関係している。この影響で、LJLはNova選手に対して2試合出場停止のペナルティを課した。
2017年7月、League of Legends部門に所属していたIvy選手が、日本サーバーのアカウントを所持していたにも係わらず、LJLに対し、日本サーバーでのアカウントが無いと虚偽の報告を行っていた。これは運営チームの要請に応じた書類の基準や期限の規則を定めた、競技ルール9.2.17「書類提出等、その他の要請」に違反していた。このため、LJLはSCARZに対し、2試合において1st Ban Waveの3枠没収のペナルティを与えた。
2018年5月3日、SCARZ Burning Coreで選手兼コーチとして活動していたDara選手が引退を表明。引退に際しDara選手は自身のtwitterにて、2017年末より発生したPENTAGRAM（当時Rampage）との在留カードの提出を巡るトラブル、またその件に対するLJLの対応に失望したことが理由であると発言。プレーがままならないほどの精神的苦痛を受け薬を服用していること、LJL1部に昇格したもののPENTAGRAM関係者と対面することになる事実に恐怖を感じ引退を決意したと述べている。

### SCARZ公式サイト
1. 1 2  “About-SCARZ”.   SCARZ. 2018年3月19日閲覧。
2. 1 2  “【NEW PARTNER】FC東京と協力体制の合意”.   SCARZ (2018年4月13日). 2022年12月28日閲覧。
3. ↑  “【新部門】Fortnite部門設立のお知らせ” (2018年3月11日). 2018年3月20日閲覧。
4. ↑  “【新部門】Rainbow Six Siege部門設立のお知らせ | SCARZ”. www.scarz.net. 2018年6月26日閲覧。
5. ↑  “【AoV】Arena of Valor部門設立とメンバー加入のお知らせ”. www.scarz.net (2019年3月2日). 2023年6月14日閲覧。
6. ↑  “【PUBG_MOBILE】PUBG MOBILE部門設立とメンバー加入のお知らせ”. www.scarz.net (2019年3月14日). 2023年6月14日閲覧。
7. ↑  “【Apex Legends】Apex Legends部門設立のお知らせ”. www.scarz.net (2019年8月1日). 2023年6月14日閲覧。
8. 1 2  “【Apex Legends】SCARZ ヨーロッパチーム結成”. www.scarz.net (2021年3月20日). 2023年6月14日閲覧。
9. ↑  “【VALORANT】部門設立及び選手公募のお知らせ”. www.scarz.net (2020年5月3日). 2023年6月14日閲覧。
10. 1 2 3  “【CoD MOBILE】部門設立及び新メンバー加入のお知らせ”. www.scarz.net (2020年9月15日). 2023年6月14日閲覧。
11. ↑  “【League of Legends:WildRift】新部門設立のお知らせ”. www.scarz.net (2020年10月9日). 2023年6月14日閲覧。
12. ↑  “【OFFICIAL】神奈川県川崎市をホームタウンに制定”. www.scarz.net (2021年3月31日). 2023年6月14日閲覧。
13. 1 2  “【IdentityV】部門設立メンバー決定のお知らせ”. www.scarz.net (2021年5月18日). 2023年6月14日閲覧。
14. 1 2  “「Honor of Kings」部門の設立のお知らせ”. www.scarz.net (2022年10月6日). 2023年6月14日閲覧。
15. ↑  “【eMotorsports】新部門設立のお知らせ”. www.scarz.net (2023年6月1日). 2023年6月14日閲覧。
16. 1 2  “【R6S】Rainbow Six Siege 部門設立のお知らせ”.   SCARZ. 2025年2月5日閲覧。
17. ↑  “Fortnite部門 - SCARZ”.   SCARZ. 2018年3月12日閲覧。
18. ↑  “Winning Eleven部門 - SCARZ”.   SCARZ. 2018年3月12日閲覧。
19. ↑  “【新部門】Winning Eleven部門の設立と選手の発表 | SCARZ”. www.scarz.net. 2018年4月5日閲覧。
20. ↑  “League of Legends部門 - SCARZ”.   SCARZ. 2018年3月12日閲覧。
21. ↑  “【LoL】League of Legends部門 新体制のお知らせ | SCARZ”. www.scarz.net. 2018年4月5日閲覧。
22. ↑  “【LoL】League of Legends部門 チーム活動休止のお知らせ | SCARZ”. www.scarz.net. 2018年6月12日閲覧。
23. ↑  “【新チーム】GirlsOnlyTeam 『Micio』の加入 | SCARZ”. www.scarz.net. 2018年7月12日閲覧。
24. ↑  “【AVA】部門活動終了のお知らせ | SCARZ”. www.scarz.net. 2018年7月12日閲覧。
25. ↑  “【新部門】BLACK SQUAD部門の設立 | SCARZ”. www.scarz.net. 2018年7月12日閲覧。
26. ↑  “【新部門】Overwatch部門の設立 | SCARZ”. www.scarz.net. 2018年7月12日閲覧。
27. ↑  “【OW】新体制の発表 | SCARZ”. www.scarz.net. 2018年7月12日閲覧。
28. ↑  “【OW】新メンバー移籍加入のお知らせ | SCARZ”. www.scarz.net. 2018年7月12日閲覧。
29. ↑  “【OW】部門活動終了のお知らせ | SCARZ”. www.scarz.net. 2018年7月12日閲覧。
30. ↑  “【新部門】World of Tanks部門の設立 | SCARZ”. www.scarz.net. 2018年7月12日閲覧。
31. ↑  “【WoT】活動休止のお知らせ | SCARZ”. www.scarz.net. 2018年7月12日閲覧。
32. ↑  “【CS:GO】チームAbsolute 脱退のお知らせ | SCARZ”. www.scarz.net. 2018年11月20日閲覧。
33. ↑  “PLAYERUNKNOWN’S BATTLEGROUNDS部門 - SCARZ”.   SCARZ. 2018年3月12日閲覧。
34. ↑  “Call of Duty部門 - SCARZ”.   SCARZ. 2018年3月12日閲覧。
35. ↑  “Dota2部門 - SCARZ”.   SCARZ. 2018年3月12日閲覧。
36. ↑  “FIFA部門 - SCARZ”.   SCARZ. 2018年3月12日閲覧。
37. ↑  “Online Trading Card Game部門 - SCARZ”.   SCARZ. 2018年3月12日閲覧。
38. ↑  “Splatoon2部門 - SCARZ”.   SCARZ. 2018年3月12日閲覧。
39. ↑  “STREET FIGHTER部門 - SCARZ”.   SCARZ. 2018年3月12日閲覧。
40. ↑  “【新部門】STREET FIGHTER部門設立と所属選手のご紹介 | SCARZ”. www.scarz.net. 2018年4月5日閲覧。
41. ↑  “Vainglory部門 - SCARZ”.   SCARZ. 2018年3月12日閲覧。
42. ↑  “【新部門】Vainglory部門設立と所属選手のご紹介 | SCARZ”. www.scarz.net. 2018年4月5日閲覧。
43. 1 2  “【Apex Legends】SCARZ ヨーロッパチーム結成”.   SCARZ (2021年3月20日). 2022年12月29日閲覧。
44. 1 2  “【Apex Legends】ALGS YEAR 3 ROSTERのお知らせ”.   SCARZ (2022年11月2日). 2022年12月29日閲覧。
45. 1 2  “【CoD:MW】CoD JAPAN新メンバー及びコーチ加入のお知らせ”.   SCARZ (2019年12月9日). 2022年12月29日閲覧。
46. ↑  “【Call of Duty】ChieF-lord選手移籍加入のお知らせ”.   SCARZ (2021年3月10日). 2022年12月29日閲覧。
47. 1 2 3  “【CoD MOBILE】部門設立及び新メンバー加入のお知らせ”.   SCARZ (2020年9月15日). 2022年12月29日閲覧。
48. ↑  “【CoD MOBILE】Ryo選手新規加入のお知らせ”.   SCARZ (2020年12月7日). 2022年12月29日閲覧。
49. 1 2  “【Call of Duty MOBILE】Mic選手、LaFius選手加入のお知らせ”.   SCARZ (2021年6月9日). 2022年12月29日閲覧。
50. 1 2  “【Call of Duty MOBILE】FishBone選手、Cs7hamster選手加入のお知らせ”.   SCARZ (2022年4月22日). 2022年12月29日閲覧。
51. 1 2  “【Fortnite】MuGI選手とLise選手加入のお知らせ”.   SCARZ (2019年2月9日). 2022年12月29日閲覧。
52. ↑  “TEAMS - Fortnite”.   SCARZ. 2022年12月29日閲覧。
53. 1 2  “【Fortnite】Rialy選手加入のお知らせ”.   SCARZ (2020年9月30日). 2022年12月29日閲覧。
54. 1 2 3 4 5 6 7  “【Arena of Valor】部門設立のお知らせ”.   SCARZ (2022年3月11日). 2022年12月29日閲覧。
55. 1 2 3 4 5  “【IdentityV】部門設立メンバー決定のお知らせ”.   SCARZ (2021年5月18日). 2022年12月29日閲覧。
56. ↑  “【IdentityV】Peter選手加入のお知らせ”.   SCARZ (2021年7月16日). 2022年12月29日閲覧。
57. ↑  “【IdentityV】MiraiK選手加入のお知らせ”.   SCARZ (2021年9月20日). 2022年12月29日閲覧。
58. ↑  “【IdentityV】Hz丶マネージャー加入のお知らせ”.   SCARZ (2021年7月1日). 2022年12月29日閲覧。
59. ↑  “【IdentityV】Amatukaコーチ加入のお知らせ”.   SCARZ (2021年6月2日). 2022年12月29日閲覧。
60. ↑  “【IdentityV】Silkコーチ加入のお知らせ”.   SCARZ (2022年6月3日). 2022年12月29日閲覧。
61. ↑  “【PUBG MOBILE】ロースター変更のお知らせ”.   SCARZ (2020年12月10日). 2022年12月29日閲覧。
62. ↑  “【PUBG MOBILE】ロースター変更のお知らせ”.   SCARZ (2022年7月29日). 2022年12月29日閲覧。
63. ↑  “【PUBG MOBILE】Kota選手移籍加入のお知らせ”.   SCARZ (2023年1月17日). 2023年1月18日閲覧。
64. ↑  “【PUBG MOBILE】MayuC選手移籍加入のお知らせ”.   SCARZ (2023年1月29日). 2023年1月30日閲覧。
65. ↑  “【PUBG Mobile】新メンバー Favis選手 加入のご報告”.   SCARZ (2019年6月26日). 2022年12月29日閲覧。
66. ↑  “【PUBG MOBILE】sayappiサブマネージャー加入のお知らせ”.   SCARZ (2021年12月8日). 2022年12月29日閲覧。
67. 1 2  “【PUBG MOBILE】新体制のお知らせ”.   SCARZ (2022年2月2日). 2022年12月29日閲覧。
68. 1 2 3 4 5 6 7  “【R6S】Rainbow Six Siege 部門設立のお知らせ”.   SCARZ (2022年3月19日). 2022年12月29日閲覧。
69. ↑  “【R6S】Rec選手移籍加入のお知らせ”.   SCARZ (2022年6月3日). 2022年12月29日閲覧。
70. ↑  “【R6S】LuA選手移籍、Blueno4ronandesコーチ加入のお知らせ”.   SCARZ. 2025年2月5日閲覧。
71. ↑  “【Super Smash Bros.】あしも選手加入のお知らせ”.   SCARZ (2022年12月24日). 2022年12月29日閲覧。
72. ↑  “【Super Smash Bros.】ぱせりまん選手加入のお知らせ”.   SCARZ (2022年12月23日). 2022年12月29日閲覧。
73. 1 2 3  “【新部門】Winning Eleven部門の設立と選手の発表”.   SCARZ (2018年2月8日). 2022年12月29日閲覧。
74. 1 2  “【Fortnite】所属メンバー発表”.   SCARZ (2018年4月19日). 2022年12月29日閲覧。
75. ↑  “【Fortnite】KilluAマネージャー ストリーマー移籍のお知らせ”.   SCARZ (2021年12月1日). 2022年12月29日閲覧。
76. ↑  “【SZ Family】新ストリーマー加入のお知らせ”.   SCARZ (2018年4月30日). 2022年12月29日閲覧。
77. ↑  “【PUBG】コーチ加入のお知らせ”.   SCARZ (2019年10月9日). 2022年12月29日閲覧。
78. ↑  “【コンテンツクリエイター】Restia 加入のお知らせ”.   SCARZ (2022年7月16日). 2022年12月29日閲覧。
79. ↑  “【コンテンツクリエイター】thekine加入のお知らせ”.   SCARZ (2022年6月18日). 2022年12月29日閲覧。
80. ↑  “【コンテンツクリエイター】もしうさ加入のお知らせ”.   SCARZ (2023年1月28日). 2023年1月30日閲覧。
81. ↑  “【VALORANT】選手加入のお知らせ”.   SCARZ (2022年8月18日). 2022年12月29日閲覧。
82. ↑  “【NEWS】アトム市川船橋法律事務所の伏見宗弘弁護士と顧問提携締結”.   SCARZ (2017年8月24日). 2022年12月28日閲覧。
83. ↑  “【スポンサー】HyperX様とスポンサー契約締結”.   SCARZ (2017年9月8日). 2022年12月28日閲覧。
84. ↑  “【パートナー】EGL様とパートナーシップ契約締結”.   SCARZ (2017年12月15日). 2022年12月28日閲覧。
85. ↑  “【スポンサー】株式会社サードウェーブ様とスポンサー契約締結”.   SCARZ (2018年5月28日). 2022年12月28日閲覧。
86. ↑  “【パートナー提携】N高等学校「eスポーツ部」と指導提携”.   SCARZ (2018年10月2日). 2022年12月28日閲覧。
87. ↑  “【パートナー】Ascenders株式会社とのメディカルパートナー契約締結”.   SCARZ (2018年10月16日). 2022年12月28日閲覧。
88. ↑  “【スポンサー】株式会社サイズとのスポンサー契約締結”.   SCARZ (2019年1月22日). 2022年12月28日閲覧。
89. ↑  “株式会社ニューバランス ジャパン様とのギアパートナーのご報告”.   SCARZ (2019年4月26日). 2022年12月28日閲覧。
90. ↑  “Ash Winder E-sports ARENAとアリーナスポンサー契約締結”.   SCARZ (2019年5月15日). 2022年12月28日閲覧。
91. ↑  “【New Sponsor】ソニーモバイルコミュニケーションズとのスポンサー契約締結のご報告”.   SCARZ (2020年1月24日). 2022年12月28日閲覧。
92. ↑  “【New Sponsor】Mildomとのスポンサー契約締結のご報告”.   SCARZ (2020年6月18日). 2022年12月28日閲覧。
93. ↑  “【New Sponsor】Garminとのスポンサー契約締結のお知らせ”.   SCARZ (2021年1月12日). 2022年12月28日閲覧。
94. ↑  “レッドブル・ジャパン ドリンクパートナーのお知らせ”.   SCARZ (2022年12月9日). 2022年12月27日閲覧。
95. ↑  “【NEWS】日本エイサー株式会社との契約満期終了のお知らせ”.   SCARZ (2018年5月27日). 2022年12月28日閲覧。
96. ↑  “LONGYONG JAPAN様とのスポンサー契約満了のご報告”.   SCARZ (2019年4月23日). 2022年12月28日閲覧。
97. ↑  “【New Sponsor】Lenovoとのスポンサー契約締結のご報告”.   SCARZ (2020年6月17日). 2022年12月28日閲覧。
98. ↑  “【Sponsor】Lenovoとのスポンサー契約満了のお知らせ”.   SCARZ (2022年6月30日). 2022年12月27日閲覧。